# Liste des châteaux canadiens
Cette liste non exhaustive répertorie les principaux châteaux au Canada.
Elle inclut les châteaux au sens large du terme, c'est-à-dire :
- les châteaux (généralement bâtis en milieu rural, y compris chartreuses, gentilhommières, maisons fortes, manoirs) ;
- les palais ou bâtiments officiels (généralement bâtis en milieu urbain) ;
- les donjons ;
- les domaines viticoles, présentant un édifice répondant à la définition de château ;
- les demeures ou constructions contemporaines dont l'architecture emprunte l'architecture médiévale ou le style château ou encore, imite les hôtels particuliers français ainsi que les villas ou les palazzo italiens ;

quel que soit leur état de conservation (ruines, bâtiments d'origine ou restaurés) et leur statut (musée, propriété privée, ouvert ou non à la visite).
Elle exclut :
- les citadelles et forts ;
- les domaines viticoles ou les constructions contemporaines qui n'ont de château que le nom, en l'absence d'édifice répondant à la définition de château.

## Liste des châteaux canadiens
| Édifice                                                    | Illustration | Type                                                                   | Architecture                    | Année de construction (fin)                                 | Superficie plancher (m2) | Superficie domaine (m2) | Coordonnées                   | Municipalité                  | Province                |
| ---------------------------------------------------------- | ------------ | ---------------------------------------------------------------------- | ------------------------------- | ----------------------------------------------------------- | ------------------------ | ----------------------- | ----------------------------- | ----------------------------- | ----------------------- |
| Château Saint-Louis                                        |              | Château                                                                | Palladienne                     | 1620 (ruines)                                               |                          |                         | 46° 48′ 45″ N, 71° 12′ 16″ O  | Québec                        | Québec                  |
| Château de Vaudreuil                                       |              | Château                                                                | Coloniale française             | 1676 (ruines)                                               |                          |                         | 45° 30′ 28″ N, 73° 33′ 10″ O  | Montréal                      | Québec                  |
| Château de Callière                                        |              | Château                                                                | Coloniale française             | 1695 (ruines)                                               |                          |                         | 45° 30′ 09″ N, 73° 33′ 15″ O  | Montréal                      | Québec                  |
| Château de Ramezay                                         |              | Château                                                                | Coloniale française             | 1706 (reconstruit en 1756-57)                               | 1 704                    | 1 422                   | 45° 30′ 33″ N, 73° 33′ 12″ O  | Montréal                      | Québec                  |
| Manoir Mauvide-Genest                                      |              | Manoir                                                                 | Coloniale française             | 1734                                                        |                          |                         | 46° 54′ 51″ N, 70° 54′ 10″ O  | Saint-Jean-de-l'Île-d'Orléans | Québec                  |
| Château Haldimand                                          |              | Château                                                                | Coloniale anglaise              | 1786 (ruines)                                               |                          |                         | 46° 48′ 44″ N, 71° 12′ 18″ O  | Québec                        | Québec                  |
| Résidence du lt-gouverneur de la Nouvelle-Écosse           |              | Résidence officielle du lt-gouverneur                                  | Georgienne                      | 1800                                                        |                          |                         | 44° 38′ 36″ N, 63° 34′ 17″ O  | Halifax                       | Nouvelle-Écosse         |
| Château McTavish                                           |              | Maison bourgeoise                                                      | Néoclassique                    | 1804 (jamais complété, détruit en 1860)                     |                          |                         | 45° 30′ 17″ N, 73° 34′ 51″ O  | Montréal                      | Québec                  |
| Maison du Fort                                             |              | Maisons bourgeoises (devenues musée)                                   | Style château                   | 1810 (approx., modifiées vers 1898)                         |                          | 177                     | 46° 48′ 47″ N, 71° 12′ 19″ O  | Québec                        | Québec                  |
| Manoir Taschereau                                          |              | Manoir                                                                 | Palladienne                     | 1811 (détruit en 2021)                                      |                          | 5 039                   | 46° 26′ 40″ N, 71° 02′ 02″ O  | Sainte-Marie                  | Québec                  |
| Maison Uniacke                                             |              | Gentilhommière                                                         | Georgienne                      | 1815                                                        |                          |                         | 44° 54′ 06″ N, 63° 50′ 40″ O  | Mount Uniacke (en)            | Nouvelle-Écosse         |
| Maison Charles-Ramage-Prescott                             |              | Maison bourgeoise                                                      | Georgienne                      | 1816                                                        |                          |                         | 45° 06′ 38″ N, 64° 22′ 44″ O  | Starr's Point (en)            | Nouvelle-Écosse         |
| Maison Étienne-Paschal-Taché                               |              | Maison bourgeoise                                                      | Néoclassique                    | 1826                                                        |                          | 1 553                   | 46° 58′ 52″ N, 70° 33′ 30″ O  | Montmagny                     | Québec                  |
| Palais-de-Justice-du-Comté-de-Middlesex                    |              | Palais de justice                                                      | Néo-Tudor                       | 1827                                                        |                          |                         | 42° 58′ 56″ N, 81° 15′ 15″ O  | London                        | Ontario                 |
| Résidence du lt-gouverneur du Nouveau-Brunswick            |              | Résidence officielle du lt-gouverneur                                  | Georgienne                      | 1828                                                        |                          | 44 515                  | 45° 57′ 56″ N, 66° 39′ 21″ O  | Frédéricton                   | Nouveau-Brunswick       |
| Domaine seigneurial Fraser                                 |              | Manoir                                                                 | Victorienne / Second-Empire     | 1829 (agrandi en 1888)                                      |                          |                         | 47° 50′ 29″ N, 69° 32′ 19″ O  | Rivière-du-Loup               | Québec                  |
| Résidence du lt-gouverneur de Terre-Neuve-et-Labrador (en) |              | Résidence officielle du lt-gouverneur                                  | Georgienne                      | 1831                                                        |                          |                         | 47° 34′ 19″ N, 52° 42′ 18″ O  | Saint-Jean                    | Terre-Neuve-et-Labrador |
| Fanningbank                                                |              | Résidence officielle du lt-gouverneur de l'Île-du-Prince-Édouard       | Georgienne et palladienne       | 1834                                                        |                          | 40 000                  | 46° 13′ 52″ N, 63° 08′ 10″ O  | Charlottetown                 | Île-du-Prince-Édouard   |
| Château Dundurn                                            |              | Maison bourgeoise                                                      | Néoclassique                    | 1835                                                        | 1 332                    | 40 469                  | 43° 16′ 10″ N, 79° 53′ 05″ O  | Hamilton                      | Ontario                 |
| Rideau Hall                                                |              | Résidence royale                                                       | Regency                         | 1838                                                        | 9 500                    | 356 123                 | 45° 26′ 38″ N, 75° 41′ 08″ O  | Ottawa                        | Ontario                 |
| Maison Charles-Connell                                     |              | Gentilhommière                                                         | Greek Revival                   | 1840                                                        |                          |                         | 46° 09′ 04″ N, 67° 34′ 30″ O  | Woodstock                     | Nouveau-Brunswick       |
| Manoir Joseph-Masson                                       |              | Manoir (devenu école)                                                  | Néoclassique                    | 1843                                                        |                          | 41 305,62               | 45° 41′ 43″ N, 73° 38′ 16″ O  | Terrebonne                    | Québec                  |
| Maison Grover–Nicholls                                     |              | Maison bourgeoise                                                      | Greek Revival                   | 1847                                                        |                          |                         | 44° 18′ 23″ N, 78° 19′ 39″ O  | Peterborough                  | Ontario                 |
| Manoir Louis-Joseph-Papineau                               |              | Manoir                                                                 | Regency                         | 1850                                                        |                          | 45 370                  | 45° 38′ 46″ N, 74° 56′ 45″ O  | Montebello                    | Québec                  |
| Maison Joseph-Wilfrid-Antoine-Raymond-Masson               |              | Maison bourgeoise                                                      | Second-Empire                   | 1851                                                        | 827                      | 5 497                   | 45° 29′ 20″ N, 73° 34′ 48″ O  | Montréal                      | Québec                  |
| Spencerwood ou Villa du Bois de Coulonge                   |              | Ancienne résidence officielle du lt-gouverneur du Québec               | Palladienne                     | 1854 (détruite en 1966)                                     |                          |                         | 46° 47′ 17″ N, 71° 14′ 20″ O  | Québec                        | Québec                  |
| Maison Harrison-Stephens                                   |              | Maison bourgeoise                                                      | Style italianisant              | 1857 (détruite en 1928)                                     |                          |                         | 45° 30′ 05″ N, 73° 34′ 06″ O  | Montréal                      | Québec                  |
| Manoir Rouville-Campbell                                   |              | Manoir                                                                 | Néo-Tudor                       | 1860                                                        |                          | 18 610                  | 45° 33′ 36″ N, 73° 12′ 01″ O  | Mont-Saint-Hilaire            | Québec                  |
| Château Carey (en)                                         |              | Ancienne résidence officielle du lt-gouverneur de Colombie-Britannique | Éclectique                      | 1860 (détruit en 1899)                                      |                          |                         |                               | Victoria                      | Colombie-Britannique    |
| Oaklands (en)                                              |              | Maison bourgeoise                                                      | Néogothique                     | 1860                                                        |                          |                         | 43° 40′ 55″ N, 79° 23′ 56″ O  | Toronto                       | Ontario                 |
| Maison William-Dow                                         |              | Maison bourgeoise                                                      | Néorenaissance                  | 1861                                                        | 3 388                    | 1 656                   | 45° 30′ 13″ N, 73° 34′ 01″ O  | Montréal                      | Québec                  |
| Terrace Bank                                               |              | Maison bourgeoise                                                      | Néogothique                     | 1861 (détruite en 1909)                                     |                          | 951 011,25              | 45° 30′ 02″ N, 73° 34′ 59″ O  | Montréal                      | Québec                  |
| Braehead                                                   |              | Maison bourgeoise                                                      | Néogothique                     | 1862                                                        | 2 053                    | 13 123                  | 45° 30′ 18″ N, 73° 34′ 52″ O  | Montréal                      | Québec                  |
| Ravenscrag                                                 |              | Maison bourgeoise                                                      | Néorenaissance                  | 1863                                                        | 4 968                    | 139 930                 | 45° 30′ 21″ N, 73° 34′ 56″ O  | Montréal                      | Québec                  |
| Manoir Globensky                                           |              | Maison bourgeoise                                                      | Éclectique                      | 1865                                                        | 1 200                    | 18 156                  | 45° 33′ 31″ N, 73° 53′ 45″ O  | Saint-Eustache                | Québec                  |
| Maison David-Lewis                                         |              | Maison bourgeoise                                                      | Second-Empire                   | 1868                                                        | 1 206                    | 2 107                   | 45° 29′ 52″ N, 73° 34′ 57″ O  | Montréal                      | Québec                  |
| Euclid Hall (en)                                           |              | Maison bourgeoise (devenue restaurant)                                 | Néogothique                     | 1868                                                        |                          |                         | 43° 40′ 01″ N, 79° 22′ 41″ O  | Toronto                       | Ontario                 |
| Maison Lord-Strathcona                                     |              | Maison bourgeoise                                                      | Victorienne                     | 1870 (détruite en 1941)                                     |                          |                         | 45° 29′ 26″ N, 73° 34′ 44″ O  | Montréal                      | Québec                  |
| Maison Alfred-Brown                                        |              | Maison bourgeoise                                                      | Néo-Tudor                       | 1874                                                        | 1 556                    | 26 255                  | 45° 26′ 21″ N, 73° 45′ 56″ O  | Dorval                        | Québec                  |
| Maison Andrew-Frederick-Gault, dite Rokeby                 |              | Maison bourgeoise                                                      | Néogothique                     | 1875 (détruite en 1924)                                     |                          |                         | 45° 29′ 58″ N, 73° 34′ 45″ O  | Montréal                      | Québec                  |
| Maison Frederick-Thomas-Judah                              |              | Maison bourgeoise                                                      | Éclectique                      | 1875                                                        | 387                      | 3 922                   | 45° 29′ 22″ N, 73° 34′ 44″ O  | Montréal                      | Québec                  |
| Maison John-Wilson-McConnell                               |              | Maison bourgeoise                                                      | Beaux-Arts                      | 1875                                                        | 2 085                    | 3 350                   | 45° 29′ 57″ N, 73° 35′ 11″ O  | Montréal                      | Québec                  |
| Shaughnessy                                                |              | Maisons bourgeoises                                                    | Second-Empire                   | 1875                                                        | 1 795                    | 12 072                  | 45° 29′ 27″ N, 73° 34′ 42″ O  | Montréal                      | Québec                  |
| Château Kilbride                                           |              | Maison bourgeoise                                                      | Style italianisant              | 1877                                                        | 929                      |                         | 43° 24′ 14″ N, 80° 40′ 17″ O  | Wilmot                        | Ontario                 |
| Maison Emma-Jane-Sandilands                                |              | Maison bourgeoise                                                      | Arts & Crafts                   | 1880                                                        | 1 123                    | 3 596                   | 45° 26′ 17″ N, 73° 42′ 30″ O  | Montréal                      | Québec                  |
| Maison James-Reid-Wilson                                   |              | Maison bourgeoise                                                      | Éclectique                      | 1882                                                        | 1 300                    | 897                     | 45° 30′ 03″ N, 73° 34′ 41″ O  | Montréal                      | Québec                  |
| Maison Annandale                                           |              | Maison bourgeoise                                                      | Queen Anne                      | 1883                                                        |                          |                         | 42° 51′ 45″ N, 80° 43′ 18″ O  | Tillsonburg                   | Ontario                 |
| Maison George-Stephen                                      |              | Maison bourgeoise                                                      | Néorenaissance                  | 1883                                                        | 2 555                    | 2 206                   | 45° 29′ 56″ N, 73° 34′ 33″ O  | Montréal                      | Québec                  |
| Maison Louis-Joseph-Forget                                 |              | Maison bourgeoise                                                      | Second-Empire                   | 1883                                                        | 1 475                    | 864                     | 45° 30′ 03″ N, 73° 34′ 41″ O  | Montréal                      | Québec                  |
| Résidence du lt-gouverneur du Manitoba (en)                |              | Résidence officielle du lt-gouverneur                                  | Second-Empire                   | 1883                                                        |                          |                         | 49° 53′ 02″ N, 97° 08′ 42″ O  | Winnipeg                      | Manitoba                |
| Maison Alfred-M.-F.-Baumgarten                             |              | Maison bourgeoise                                                      | Second-Empire                   | 1886                                                        | 3 103                    | 1 396                   | 45° 30′ 12″ N, 73° 34′ 38″ O  | Montréal                      | Québec                  |
| Manège militaire de la Grande-Allée                        |              | Édifice militaire                                                      | Style château                   | 1887 (détruit partiellement en 2008 et reconstruit en 2018) |                          |                         | 46° 48′ 23″ N, 71° 12′ 50″ O  | Québec                        | Québec                  |
| Manoir Bleury-Bouthillier                                  |              | Maison bourgeoise                                                      | Style château                   | 1887                                                        | 3 251,61                 | 10 219,33               | 45° 37′ 17″ N, 73° 48′ 09″ O  | Rosemère                      | Québec                  |
| Banff Springs Hotel                                        |              | Hôtel                                                                  | Style château                   | 1888                                                        | 13 940                   |                         | 51° 09′ 52″ N, 115° 33′ 43″ O | Banff                         | Alberta                 |
| Maison George-Alexander-Drummond                           |              | Maison bourgeoise                                                      | Néoroman                        | 1888 (détruite en 1926)                                     |                          |                         | 45° 30′ 09″ N, 73° 34′ 32″ O  | Montréal                      | Québec                  |
| Craguie                                                    |              | Maison bourgeoise                                                      | Éclectique                      | 1889 (détruite en 1930)                                     |                          |                         | 45° 30′ 10″ N, 73° 34′ 56″ O  | Montréal                      | Québec                  |
| Maison Peter-Lyall                                         |              | Maison bourgeoise                                                      | Néoroman                        | 1889                                                        | 623                      | 564                     | 45° 29′ 50″ N, 73° 34′ 39″ O  | Montréal                      | Québec                  |
| Château Craigdarroch                                       |              | Maison bourgeoise                                                      | Scottish baronial style         | 1890                                                        | 2 300                    | 113 000                 | 48° 25′ 21″ N, 123° 20′ 37″ O | Victoria                      | Colombie-Britannique    |
| Château Lake Louise                                        |              | Hôtel                                                                  | Style château                   | 1890                                                        |                          |                         | 51° 25′ 04″ N, 116° 13′ 02″ O | Banff                         | Alberta                 |
| Résidence du lt-gouverneur de Saskatchewan (en)            |              | Résidence officielle du lt-gouverneur                                  | Style italianisant              | 1891                                                        |                          |                         | 50° 27′ 14″ N, 104° 38′ 52″ O | Regina                        | Saskatchewan            |
| Maison Lougheed                                            |              | Maison bourgeoise                                                      | Éclectique                      | 1891                                                        |                          | 11 331                  | 51° 02′ 26″ N, 114° 04′ 42″ O | Calgary                       | Alberta                 |
| Maison James-Ross                                          |              | Maison bourgeoise                                                      | Néorenaissance                  | 1892                                                        | 2 390                    | 29 314                  | 45° 30′ 12″ N, 73° 34′ 49″ O  | Montréal                      | Québec                  |
| Château Frontenac                                          |              | Hôtel                                                                  | Style château                   | 1893                                                        | 69 956                   | 10 195                  | 46° 48′ 43″ N, 71° 12′ 19″ O  | Québec                        | Québec                  |
| Hôpital Royal Victoria                                     |              | Hôpital                                                                | Style château                   | 1893                                                        | 63 657                   | 103 170                 | 45° 30′ 30″ N, 73° 34′ 53″ O  | Montréal                      | Québec                  |
| 246, Chemin de Senneville (Senneville)                     |              | Maison bourgeoise                                                      | Arts & Crafts et Style Shingle  | 1894                                                        | 2 727,20                 | 37 027,90               | 45° 26′ 28″ N, 73° 57′ 55″ O  | Senneville                    | Québec                  |
| Maisons E.-H.-Angus et D.-McIntyre                         |              | Maisons bourgeoises                                                    | Néorenaissance                  | 1894                                                        | 2 304                    | 29 314                  | 45° 30′ 14″ N, 73° 34′ 52″ O  | Montréal                      | Québec                  |
| Ardvarna                                                   |              | Maison bourgeoise                                                      | Queen Anne                      | 1894                                                        | 1 253                    | 4 631                   | 45° 30′ 15″ N, 73° 34′ 55″ O  | Montréal                      | Québec                  |
| Maison Lord-Atholstan                                      |              | Maison bourgeoise                                                      | Beaux-Arts                      | 1895                                                        | 1 008                    | 4 948                   | 45° 30′ 03″ N, 73° 34′ 38″ O  | Montréal                      | Québec                  |
| Pavillon de Wesley                                         |              | Pavillon universitaire                                                 | Style château                   | 1895                                                        |                          |                         | 49° 53′ 27″ N, 97° 09′ 12″ O  | Winnipeg                      | Manitoba                |
| Gare Viger                                                 |              | Gare ferroviaire                                                       | Style château                   | 1898                                                        | 10 219                   | 38 317                  | 45° 30′ 45″ N, 73° 33′ 12″ O  | Montréal                      | Québec                  |
| Maison John-Bethune-Abbott                                 |              | Maison bourgeoise                                                      | Palladienne                     | 1898                                                        | 1 032                    | 68 240                  | 45° 25′ 40″ N, 73° 58′ 00″ O  | Senneville                    | Québec                  |
| Le Petit Pouvoir                                           |              | Centrale hydroélectrique                                               | Style château                   | 1899                                                        |                          |                         | 45° 18′ 34″ N, 74° 07′ 59″ O  | Les Cèdres                    | Québec                  |
| Maison Louis-Joseph-Forget (Le bois de la Roche)           |              | Maison bourgeoise                                                      | Néorenaissance ou Style château | 1900                                                        | 2 146                    | 87 723                  | 45° 26′ 44″ N, 73° 57′ 34″ O  | Senneville                    | Québec                  |
| Maison Charles-Rudolph-Hosmer                              |              | Maison bourgeoise                                                      | Beaux-Arts                      | 1901                                                        | 2 711                    | 4 405                   | 45° 30′ 08″ N, 73° 34′ 55″ O  | Montréal                      | Québec                  |
| Manoir Montmorency                                         |              | Maison bourgeoise (devenue hôtel)                                      | Style villa anglais             | 1901 (reconstruit en 1995)                                  |                          | 280 431                 | 46° 53′ 17″ N, 71° 09′ 00″ O  | Québec                        | Québec                  |
| Maison Richard-Bladworth-Angus, dite Pine Bluff            |              | Maison bourgeoise                                                      | Style château                   | 1903 (approx., détruite en 1950)                            |                          |                         | 45° 26′ 12″ N, 73° 58′ 15″ O  | Senneville                    | Québec                  |
| Ancien hôtel de ville de Saint-Louis du Mile-End           |              | Caserne de pompiers                                                    | Style château                   | 1905                                                        | 1 939                    | 960                     | 45° 31′ 23″ N, 73° 35′ 36″ O  | Montréal                      | Québec                  |
| Maison Charles-Meredith                                    |              | Maison bourgeoise                                                      | Néogeorgienne                   | 1905                                                        | 1 203                    | 4 631                   | 45° 30′ 15″ N, 73° 34′ 56″ O  | Montréal                      | Québec                  |
| Maison Amable-Bélanger                                     |              | Maison bourgeoise (devenue résidence pour personnes âgées)             | Queen-Anne                      | 1906                                                        | 1 040,51                 | 2 440,90                | 46° 58′ 46″ N, 70° 33′ 46″ O  | Montmagny                     | Québec                  |
| Maison George-Sumner                                       |              | Maison bourgeoise                                                      | Queen-Anne                      | 1906                                                        | 1 103                    | 4 831                   | 45° 29′ 31″ N, 73° 36′ 02″ O  | Westmount                     | Québec                  |
| Maison Mortimer-Barnett-Davis                              |              | Maison bourgeoise                                                      | Beaux-Arts                      | 1906                                                        | 1 700                    | 13 122                  | 45° 30′ 17″ N, 73° 34′ 54″ O  | Montréal                      | Québec                  |
| Manoir Willistead                                          |              | Manoir                                                                 | Néo-Tudor                       | 1906                                                        |                          | 62 000                  | 42° 19′ 06″ N, 83° 00′ 38″ O  | Winsdor                       | Ontario                 |
| Château Richard                                            |              | Maison bourgeoise                                                      | Victorienne                     | 1907                                                        |                          |                         | 46° 55′ 55″ N, 71° 03′ 54″ O  | Ange-Gardien                  | Québec                  |
| Empress Hotel                                              |              | Hôtel                                                                  | Style château                   | 1908                                                        |                          |                         | 48° 25′ 19″ N, 123° 22′ 02″ O | Victoria                      | Colombie-Britannique    |
| Château Hatley                                             |              | Maison bourgeoise                                                      | Scottish baronial style         | 1909                                                        | 4 063,73                 | 2 286 474               | 48° 26′ 03″ N, 123° 28′ 21″ O | Colwood                       | Colombie-Britannique    |
| Maison Charles-A.-Smart                                    |              | Maison bourgeoise                                                      | Néo-Tudor                       | 1910                                                        | 1 804                    | 5 779                   | 45° 29′ 26″ N, 73° 36′ 13″ O  | Westmount                     | Québec                  |
| Maison John-Kenneth-Leveson-Ross                           |              | Maison bourgeoise                                                      | Baroque édouardienne (en)       | 1910                                                        | 1 373                    | 5 694                   | 45° 30′ 14″ N, 73° 34′ 48″ O  | Montréal                      | Québec                  |
| Maison Joseph-Marcelin-Wilson                              |              | Maison bourgeoise                                                      | Beaux-Arts                      | 1910                                                        | 1 260                    | 1 277                   | 45° 30′ 02″ N, 73° 34′ 57″ O  | Montréal                      | Québec                  |
| Maison James-T.-Davis                                      |              | Maison bourgeoise                                                      | Néo-Tudor                       | 1910                                                        | 1 858                    | 3 122                   | 45° 30′ 08″ N, 73° 34′ 58″ O  | Montréal                      | Québec                  |
| Maison John-Bolingbroke-Sparrow                            |              | Maison bourgeoise                                                      | Néoclassique                    | 1910                                                        | 639                      | 1 209                   | 45° 29′ 43″ N, 73° 35′ 42″ O  | Montréal                      | Québec                  |
| Maison Percy-Cowans                                        |              | Maison bourgeoise                                                      | Néogeorgienne                   | 1910                                                        | 2 727,63                 | 1 994,10                | 45° 29′ 59″ N, 73° 34′ 54″ O  | Montréal                      | Québec                  |
| Maison William-Hopkins                                     |              | Maison bourgeoise                                                      | Greek Revival                   | 1910                                                        |                          |                         | 52° 07′ 00″ N, 106° 40′ 28″ O | Saskatoon                     | Saskatchewan            |
| Manoir Glen-Brae                                           |              | Maison bourgeoise (devenue centre médical spécialisé)                  | Éclectique                      | 1910                                                        | 1 486,45                 |                         | 49° 15′ 06″ N, 123° 08′ 34″ O | Vancouver                     | Colombie-Britannique    |
| Maison Charles-G.-Greenshields                             |              | Maison bourgeoise                                                      | Beaux-Arts                      | 1911                                                        | 1 131                    | 604                     | 45° 29′ 54″ N, 73° 35′ 07″ O  | Montréal                      | Québec                  |
| Maison Fred-Sowden                                         |              | Maison bourgeoise                                                      | Éclectique                      | 1911                                                        |                          |                         | 49° 36′ 58″ N, 100° 15′ 22″ O | Souris                        | Manitoba                |
| Manoir Hycroft                                             |              | Maison bourgeoise                                                      | Palladienne                     | 1911                                                        | 1 858,06                 | 21 043,65               | 49° 15′ 26″ N, 123° 08′ 12″ O | Vancouver                     | Colombie-Britannique    |
| Manège militaire des Fusiliers Mont-Royal                  |              | Édifice militaire                                                      | Style château                   | 1911                                                        | 1 613                    | 1 688                   | 45° 31′ 05″ N, 73° 34′ 20″ O  | Montréal                      | Québec                  |
| Musée canadien de la nature                                |              | Musée                                                                  | Néogothique                     | 1911                                                        |                          |                         | 45° 24′ 46″ N, 75° 41′ 20″ O  | Ottawa                        | Ontario                 |
| Maison Rodolphe-Forget                                     |              | Maison bourgeoise                                                      | Beaux-Arts                      | 1912                                                        | 1 704                    | 1 573                   | 45° 30′ 03″ N, 73° 35′ 03″ O  | Montréal                      | Québec                  |
| Maison Charlotte-R.-Harrisson                              |              | Maison bourgeoise                                                      | Beaux-Arts                      | 1912                                                        | 1 447                    | 5 694                   | 45° 30′ 15″ N, 73° 34′ 49″ O  | Montréal                      | Québec                  |
| Maison Herbert-Molson                                      |              | Maison bourgeoise                                                      | Beaux-Arts                      | 1912                                                        | 1 413                    | 1 385                   | 45° 30′ 02″ N, 73° 34′ 59″ O  | Montréal                      | Québec                  |
| Château Laurier                                            |              | Hôtel                                                                  | Style château                   | 1912                                                        | 61 316                   |                         | 45° 25′ 32″ N, 75° 41′ 42″ O  | Ottawa                        | Ontario                 |
| Maison Charles-Edward-Deakin                               |              | Maison bourgeoise                                                      | Néogeorgienne                   | 1913                                                        | 1 184                    | 1 909                   | 45° 30′ 12″ N, 73° 35′ 01″ O  | Montréal                      | Québec                  |
| Maison Clarence-de-Sola                                    |              | Maison bourgeoise                                                      | Néo-mauresque                   | 1913                                                        | 1 370                    | 1 416                   | 45° 30′ 04″ N, 73° 35′ 05″ O  | Montréal                      | Québec                  |
| Maison George-Rabinovitch                                  |              | Maison bourgeoise                                                      | Beaux-Arts                      | 1913                                                        | 952                      | 1 302                   | 45° 28′ 56″ N, 73° 36′ 20″ O  | Montréal                      | Québec                  |
| Maison John-Launcelot-Todd                                 |              | Maison bourgeoise                                                      | Style Shingle                   | 1913                                                        | 1 300                    | 33 492,60               | 45° 25′ 49″ N, 73° 58′ 15″ O  | Senneville                    | Québec                  |
| Manoir Magrath                                             |              | Maison bourgeoise                                                      | Néogeorgienne                   | 1913                                                        |                          |                         | 53° 33′ 47″ N, 113° 25′ 59″ O | Edmonton                      | Alberta                 |
| Résidence du lt-gouverneur de l’Alberta                    |              | Résidence officielle du lt-gouverneur                                  | Jacobéenne                      | 1913                                                        |                          |                         | 53° 32′ 30″ N, 113° 32′ 39″ O | Edmonton                      | Alberta                 |
| Casa Loma                                                  |              | Maison bourgeoise                                                      | Éclectique                      | 1914                                                        | 6 011                    | 31 889                  | 43° 40′ 41″ N, 79° 24′ 34″ O  | Toronto                       | Ontario                 |
| Maison Frederick-Newman-Beardmore                          |              | Maison bourgeoise                                                      | Beaux-Arts                      | 1914                                                        | 1 344                    | 3 353                   | 45° 30′ 02″ N, 73° 35′ 07″ E  | Montréal                      | Québec                  |
| Château Chorley (en)                                       |              | Ancienne résidence officielle du lt-gouverneur de l'Ontario            | Style château ou néorenaissance | 1915 (détruit en 1961)                                      |                          | 56 656                  | 43° 41′ 10″ N, 79° 22′ 12″ O  | Toronto                       | Ontario                 |
| Château Parkwood                                           |              | Maison bourgeoise                                                      | Beaux-Arts                      | 1915                                                        | 1 400                    | 48 000                  | 43° 54′ 16″ N, 78° 52′ 05″ O  | Oshawa                        | Ontario                 |
| Gare du Palais                                             |              | Gare ferroviaire                                                       | Style château                   | 1915                                                        |                          | 3 950                   | 46° 49′ 03″ N, 71° 12′ 50″ O  | Québec                        | Québec                  |
| Hôtel Macdonald                                            |              | Hôtel                                                                  | Style château                   | 1915                                                        |                          |                         | 53° 32′ 25″ N, 113° 29′ 20″ O | Edmonton                      | Alberta                 |
| Maison Charles-Wesley-Maclean                              |              | Maison bourgeoise                                                      | Néogeorgienne et Palladienne    | 1916                                                        | 3 243                    | 25 604                  | 45° 26′ 04″ N, 73° 48′ 30″ O  | Pointe-Claire                 | Québec                  |
| Maison Harrieth-Frothingham                                |              | Maison bourgeoise                                                      | Néo-Tudor                       | 1916                                                        | 1 827                    | 3 510                   | 45° 29′ 30″ N, 73° 36′ 58″ O  | Westmount                     | Québec                  |
| Château Dufresne                                           |              | Maisons bourgeoises                                                    | Beaux-Arts                      | 1918                                                        | 1 809                    | 7 134                   | 45° 33′ 14″ N, 73° 33′ 14″ O  | Montréal                      | Québec                  |
| Appartements Le Château (en)                               |              | Édifice à appartements                                                 | Style château                   | 1925                                                        | 29 973                   | 6 279                   | 45° 29′ 58″ N, 73° 34′ 45″ O  | Montréal                      | Québec                  |
| Maison Alice-Graham                                        |              | Maison bourgeoise                                                      | Néo-Tudor                       | 1925                                                        | 1 787                    | 1 411                   | 45° 30′ 06″ N, 73° 34′ 56″ O  | Montréal                      | Québec                  |
| Maison Joseph-Apolda-Durocher                              |              | Maison bourgeoise                                                      | Néorenaissance                  | 1925                                                        | 597,10                   | 1 012,60                | 45° 30′ 49″ N, 73° 36′ 59″ O  | Montréal                      | Québec                  |
| Maison Stephen-Leacock                                     |              | Maison bourgeoise                                                      | Arts & Crafts                   | 1928                                                        |                          |                         | 44° 36′ 30″ N, 79° 23′ 38″ O  | Orillia                       | Ontario                 |
| Manoir Richelieu                                           |              | Hôtel                                                                  | Style château                   | 1929                                                        |                          |                         | 47° 37′ 14″ N, 70° 08′ 44″ O  | La Malbaie                    | Québec                  |
| Château Monsarrat                                          |              | Maison bourgeoise                                                      | Néo-Tudor                       | 1930                                                        |                          | 2 324                   | 45° 25′ 12″ N, 75° 45′ 37″ O  | Gatineau                      | Québec                  |
| Établissement de Collins Bay                               |              | Édifice carcéral                                                       | Style château                   | 1930                                                        |                          |                         | 44° 14′ N, 76° 34′ O          | Kingston                      | Ontario                 |
| Maison Joseph-Aldéric-Raymond                              |              | Maison bourgeoise                                                      | Beaux-Arts                      | 1930                                                        | 1 339                    | 1 304                   | 45° 29′ 54″ N, 73° 35′ 05″ O  | Montréal                      | Québec                  |
| Maison Mary-Dorothy-Molson                                 |              | Maison bourgeoise                                                      | Néogeorgienne                   | 1930                                                        | 1 072,60                 | 14 258,30               | 45° 31′ 08″ N, 73° 44′ 40″ O  | Montréal                      | Québec                  |
| Apartements Trafalgar                                      |              | Édifice à appartements                                                 | Style château                   | 1931                                                        | 15 721                   | 2 801                   | 45° 29′ 42″ N, 73° 35′ 42″ O  | Montréal                      | Québec                  |
| Édifice de la Confédération                                |              | Édifice à bureaux                                                      | Style château                   | 1931                                                        |                          |                         | 45° 25′ 19″ N, 75° 42′ 10″ O  | Ottawa                        | Ontario                 |
| Maison Abe-Bronfman                                        |              | Maison bourgeoise                                                      | Beaux-Arts                      | 1931                                                        | 440                      | 1 786                   | 45° 29′ 13″ N, 73° 36′ 19″ O  | Westmount                     | Québec                  |
| Maison Gomin                                               |              | Édifice carcéral                                                       | Style château                   | 1931                                                        |                          | 16 835                  | 46° 47′ 14″ N, 71° 15′ 36″ O  | Québec                        | Québec                  |
| Hôtel Bessborough                                          |              | Hôtel                                                                  | Style château                   | 1932                                                        |                          |                         | 52° 07′ 35″ N, 106° 39′ 33″ O | Saskatoon                     | Saskatchewan            |
| Réservoir McTavish                                         |              | Réservoir                                                              | Style château                   | 1932                                                        | 2 541                    | 37 477                  | 45° 30′ 20″ N, 73° 34′ 44″ O  | Montréal                      | Québec                  |
| Hôtel Vancouver                                            |              | Hôtel                                                                  | Style château                   | 1939                                                        |                          |                         | 49° 17′ 02″ N, 123° 07′ 15″ O | Vancouver                     | Colombie-Britannique    |
| Édifice de la Santé et du Bien-être social                 |              | Édifice gouvernemental                                                 | Style château                   | 1940                                                        | 8 915,4                  | 2 422,40                | 46° 49′ 04″ N, 71° 12′ 48″ O  | Québec                        | Québec                  |
| Résidence du lt-gouverneur de Colombie-Britannique (en)    |              | Résidence officielle du lt-gouverneur                                  | Néo-Tudor moderne               | 1959                                                        |                          | 89 000                  | 48° 25′ 06″ N, 123° 20′ 33″ O | Victoria                      | Colombie-Britannique    |
| La Closerie                                                |              | Maison bourgeoise                                                      | Style château                   | 1994                                                        | 1 351,80                 | 159 850,90              | 45° 28′ 22″ N, 73° 53′ 44″ O  | Montréal                      | Québec                  |
| Château de Sagard                                          |              | Maison bourgeoise                                                      | Néoclassique                    | 1997                                                        |                          | 84 983 985              | 47° 58′ 32″ N, 70° 07′ 52″ O  | Sagard                        | Québec                  |
| 30, Chemin de Senneville (Dorval)                          |              | Maison bourgeoise                                                      | Style château moderne           | 1998                                                        | 1 021,20                 | 9 348,10                | 45° 24′ 45″ N, 73° 57′ 38″ O  | Dorval                        | Québec                  |
| Maison Céline-Dion                                         |              | Maison bourgeoise                                                      | Style château                   | 2001                                                        | 2 230                    | 830 000                 | 45° 36′ 36″ N, 73° 47′ 58″ O  | Laval                         | Québec                  |
| Maison Frank D'Orsa ou Résidence TuLyons                   |              | Maison bourgeoise                                                      | Néoclassique moderne            | 2004                                                        | 3 872,57                 | 48 335,50               | 45° 30′ 18″ N, 73° 54′ 41″ O  | Montréal                      | Québec                  |
| 32, rue D'Édimbourg (Candiac)                              |              | Maison bourgeoise                                                      | Style château moderne           | 2005                                                        | 636,38                   | 2 250,20                | 45° 23′ 14″ N, 73° 29′ 53″ O  | Candiac                       | Québec                  |
| 200, Chemin de Senneville (Senneville)                     |              | Maison bourgeoise                                                      | Style château                   | 2005                                                        | 1 436,80                 | 50 013,60               | 45° 25′ 54″ N, 73° 58′ 23″ O  | Senneville                    | Québec                  |
| Maison Peter-Grant                                         |              | Maison bourgeoise                                                      | High-tech                       | 2005 (jamais complétée)                                     | 6 038,70                 | 174 014,83              | 47° 26′ 27″ N, 79° 37′ 30″ O  | Haileybury                    | Ontario                 |
| 12, Terrasse Pagé (Montréal)                               |              | Maison bourgeoise                                                      | Style château                   | 2006                                                        | 2 132,70                 | 5 728,10                | 45° 30′ 26″ N, 73° 54′ 37″ O  | Montréal                      | Québec                  |
| Chelster Hall                                              |              | Maison bourgeoise (située au 1150, Lakeshore Road East)                | Néo-Tudor moderne               | 2006                                                        | 4 366,44                 | 40 468,56               | 43° 27′ 26″ N, 79° 39′ 12″ O  | Oakville                      | Ontario                 |
| 73, The Bridle Path (Toronto)                              |              | Maison bourgeoise                                                      | Néoclassique                    | 2008 (approx.)                                              |                          |                         | 43° 44′ 05″ N, 79° 22′ 05″ O  | Toronto                       | Ontario                 |

## Sources

### Ouvrages
- Alain Franck, Caroline Coulombe, Solange Deschênes, Anne-Marie Berthiaume et Jean Beaulieu, Le patrimoine bâti, mémoire de la ville : Guide de sensibilisation à la conservation du patrimoine bâti, Montmagny, 2001, 24 p. (lire en ligne)
- (en) Bart Robinson, Banff Springs: The story of the hotel, Banff, Summerthought Publishing, 2007, 178 p.
- Canadian Landmark Hotel Saves Time and Money with Metasys : Château Frontenac, Milwaukee, Johnson Controls, Inc., 2000, 2 p.
- Communauté Urbaine de Montréal, Répertoire d'architecture traditionnelle sur le territoire de la Communauté Urbaine de Montréal : Les appartements, Service de la planification du territoire (CUM), 1987, 455 p.
- Communauté Urbaine de Montréal, Répertoire d'architecture traditionnelle sur le territoire de la Communauté Urbaine de Montréal : Les édifices publics, Service de la planification du territoire (CUM), 1987, 309 p.
- Communauté Urbaine de Montréal, Répertoire d'architecture traditionnelle sur le territoire de la Communauté Urbaine de Montréal : Les résidences, Service de la planification du territoire (CUM), 1987, 803 p.
- Guy Pinard, Montréal, son histoire, son architecture, Montréal, Éditions La presse, 1987, 379 p.
- François Rémillard, Demeures bourgeoises de Montréal : le Mille carré, 1850-1930, Montréal, Édition du Méridien, 1986, 242 p.
- Raymonde Gauthier, L’Architecture de Montréal : Maisons bourgeoises de Montréal, Montréal, Libre Expression : Ordre des architectes du Québec, 1990, 84 p.

### Articles de périodique
- (en) Maria Cook, « The heart and soul of a hotel », Ottawa Citizen,‎ 5 juin 2012 (lire en ligne)
- (en) Paul Waldie, « Canada's largest home hits the market (Peter Grant House) », The Globe And Mail,‎ 12 avril 2010 (lire en ligne)
- (en) Roderick Macleod, « The Road to Terrace Bank: Land Capitalization, Public Space, and the Redpath Family Home, 1837-1861 », Érudit, vol. 14, no 1,‎ 2003 (lire en ligne)
- Hugo Joncas, « La Résidence TuLyons pour «seulement» 20 M$ ! », La Presse,‎ 30 septembre 2011 (lire en ligne)
- Simon Diotte, « La vie de château à Rosemère (Manoir Bleury-Bouthillier) », La Presse,‎ 25 mai 2006 (lire en ligne)

### Ressources électroniques
- Canuck Place, « Canuck Place: Our Home (Glen Brae House) »(Archive.org • Wikiwix • Archive.is • Google • Que faire ?), sur canuckplace.org (consulté le 26 janvier 2014)
- Commission des lieux et monuments historiques du Canada, « Les châteaux du Canada », sur Lieux patrimoniaux du Canada (consulté le 19 octobre 2013)
- Langdon Hall Country Hotel & Spa, « History: Langdon Hall »(Archive.org • Wikiwix • Archive.is • Google • Que faire ?), sur langdonhall.ca/ (consulté le 1er février 2014)
- L'école de fouilles archéologiques de Pointe-à-Callière, « Château de Callière » [archive du 22 octobre 2013], sur Pointe-à-Callière (consulté le 19 octobre 2013)
- Les Petites Annonces Classées (LesPAC), « Maison Amable-Bélanger : « Château canadien » », 2013 (consulté le 12 mars 2014)
- McGill University, « Maisons « Square Mile » », Collection d’Architecture Canadienne (Université McGill) (consulté le 19 octobre 2013)
- Ministère de la Culture et des Communications, « Patrimoine culturel du Québec », sur Répertoire du patrimoine culturel du Québec (consulté le 19 octobre 2013)
- Oakville.com, « Meet Oakville’s Modern Day Castle », sur Oakville Ontario News (consulté le 26 janvier 2014)
- Royal Roads University Archives, « Hatley Castle Plans », sur dspace.royalroads.ca/ (consulté le 13 février 2014)
- Sotherby's International Realty, « 32, rue D'Édimbourg, Candiac »(Archive.org • Wikiwix • Archive.is • Google • Que faire ?), sur sothebysrealty.ca (consulté le 1er février 2014)
- Sotherby's International Realty, « 200, Chemin de Senneville, Senneville »(Archive.org • Wikiwix • Archive.is • Google • Que faire ?), sur sothebysrealty.ca (consulté le 1er février 2014)
- Sotherby's International Realty, « Maison Céline-Dion »(Archive.org • Wikiwix • Archive.is • Google • Que faire ?), sur sothebysrealty.ca (consulté le 30 octobre 2013)
- Ville de Gatineau, « Rôle de l’évaluation foncière : 100, rue du Château, Gatineau »(Archive.org • Wikiwix • Archive.is • Google • Que faire ?) (consulté le 1er décembre 2013)
- Ville de Montebello, « Rôle de l’évaluation foncière : 500, rue Notre-Dame, Montebello » (consulté le 28 novembre 2013)
- Ville de Montréal, « Patrimoine bâti de Montréal », sur Grand répertoire du patrimoine bâti de Montréal (consulté le 19 octobre 2013)
- Ville de Candiac, « Rôle de l’évaluation foncière : 32, rue D'Édimbourg, Candiac »(Archive.org • Wikiwix • Archive.is • Google • Que faire ?) (consulté le 1er février 2014)
- Ville de Montmagny, « Rôle de l’évaluation foncière » (consulté le 12 mars 2014)
- Ville de Montréal, « Rôle de l’évaluation foncière » (consulté le 6 février 2014)
- Ville de Mont-Saint-Hilaire, « Rôle de l’évaluation foncière : 125, rue des Patriotes Sud, Mont-Saint-Hilaire »(Archive.org • Wikiwix • Archive.is • Google • Que faire ?) (consulté le 28 novembre 2013)
- Ville de Québec, « Rôle de l’évaluation foncière : 1, rue des Carrières, Québec (ville) » (consulté le 28 novembre 2013)
- Ville de Sainte-Marie, « Rôle de l’évaluation foncière : 730, rue Notre-Dame Nord, Sainte-Marie » [archive du 3 décembre 2013] (consulté le 28 novembre 2013)
- Wikimapia, « Hycroft Manor », sur wikimapia.org (consulté le 26 janvier 2014)